# Lipomyces oligophaga
Lipomyces oligophaga är en svampart som först beskrevs av Van der Walt & Arx, och fick sitt nu gällande namn av Kurtzman, Albertyn & Basehoar-Powers 2007. Lipomyces oligophaga ingår i släktet Lipomyces och familjen Lipomycetaceae.   Inga underarter finns listade i Catalogue of Life.